# Яворський Леонід Федорович
Леоні́д Фе́дорович Яво́рський (25 грудня 1925, Новогригорівка — пом. 1989) — український радянський живописець; член Спілки радянських художників України з 1966 року. Чоловік художниці Єлизавети Миронової.

## Біографія
Народився 25 грудня 1925 року в селі Новогригорівці (нині Первомайський район, Миколаївської області, Україна). Навчався в семирічній школі в рідному селі. Протягом 1947—1952 років навчався в Одеському художньому училищі, був ячнем Миколи Павлюка, Всеволода Цимпакова, Леоніда Мучника, Михайла Тодорова, Григорія Крижевського. Пізніше навчався у Ризькій академії мистецтв.
Мешкав у Запоріжжі, в будинку на проспекті Леніна № 234, квартира № 83. Помер у 1989 році.

## Творчість
Працював в галузі станкового живопису. Автор пейзажів. Серед робіт:
- «Вид на „Запоріжсталь“» (1960);
- «Зимове мереживо» (1960, картон, олія);
- «Форт Байди» (1964);
- «Український мотив» (1967);
- «Прийшла весна» (1968);
- «Синій Дніпро» (1969);
- «За селом» (1970-ті, картон, олія);
- «Савраска» (1980-ті, полотно, олія).

У парі з дружиною оформив ресторан «Козачий дозор» в Запоріжжі, готель «Україна» в Москві і ресторан «Курені» в Києві.
Брав участь у всеукраїнських виставках з 1960 року.